# Galaxy Note 10.1
Galaxy Note 10.1 é um tablet de 10.1" projetado, desenvolvido e comercializado pela subsidiária coreana Samsung Electronics Co., Ltd. Foi lançado mundialmente nos meses de agosto e setembro de 2012.Com sistema operacional Android e processador Quad-Core de 1.4 Ghz, o Galaxy Note 10.1 pode ser usado como uma plataforma para o consumo de multimídias, incluindo filmes, músicas e navegação na web. O tablet vem acompanhado de uma caneta S-Pen e permite a edição de fotos, a criação de ilustrações e o compartilhamento de notas escritas à mão.
O Galaxy Note 10.1 vem com uma tela de resolução 800 x 1280 pixels e possui 2 GB de memória RAM, câmera traseira de 5 megapixels e uma câmera frontal. O tablet saiu de fábrica com a versão 4.0.4 do Android (Ice Cream Sandwich). Na época do lançamento, o Galaxy Note 10.1 custava em torno de 549 dólares.

## Versões dotablet
A Samsung disponibilizou diferentes modelos do Galaxy Note 10.1, que variam dependendo das especificações técnicas e da região em que foi lançado.
- N8000: possui conexões 3G e Wi-Fi, com 16 GB de memória interna.[6]
- N8005: possui conexões 4G, 3G e Wi-Fi, com 16 GB de memória interna e lançado apenas na Europa.[7]
- N8010: possui apenas conexão Wi-Fi, com 16 GB de memória interna.[8]
- N8013: possui apenas conexão Wi-Fi, com 32 GB de memória interna.[9]
- N8020: possui conexões 4G, 3G e Wi-Fi, com 16 GB de memória interna.[10]